# Малкълм Рийд
Малкълм Рийд е измислен герой от телевизионния сериал Стар Трек: Ентърпрайз. Ролята се изпълнява от Доминик Кийтинг
Рийд е британец, и е главен тактичеки офицер на кораба Ентърпрайз. Има ранг на лейтенант.

## Биография
Родителите на Рийд са Стюарт и Мери, има и сестра, Маделин. Те се появяват в епизода „Мълчаливият враг“. Други известни роднини на Малкълм са чичо му Арчи и две неомъжени лели.
Прачичото на Рийд е бил в британските военно морски сили, но е загинал по време на инцидент. Той е един от малкото членове на семейството, който не се е записал в британските военно морски сили.
Рийд е алергичен към домашни акари, дъбов полен, тропически треви, и множество растителни ензими, включително и бромелин, който, се намира в любимата му храна ананаса. Предразположен е към космическа болест.
Рийд има изключително чувство за саможертва, и понякога съжалява за непоетите пътища в любовния си живот. В епизодът „Совалка Едно“ има увлечение към Т'Пол, но не се стига до нищо сериозно.
В епизодът „Дивергенция“ се разкрива, че през 2149, Рийд, тогава мичман, е работел като таен агент за мистериозен клон на Старфлийт Разузнаването.

## Огледална вселена
Огледалният Рийд се появява в двете части на епизода „Огледална вселена“, където действието се ръзвива в огледална вселена. Малко е известно за огледалния Рийд, освен че е майор от ВКОО и е командващ на всички ВКОО на ISS Ентърпрайз.
Рийд е изобретателят на Кабината на агонията, която се използва за измъчване на затворници. След като се транспортира на USS Дефайънт, който е попаднал в огледалната вселена, застава начело на екип, който се опитва да залови горн натрапник на кораба. Екипът на Рийд е убит, след като горна детонира бомба на пътя им. Тежко ранен, всичко което казва Рийд е, „Провалих ви, капитане,“ показвайки, че и в огледалната вселена има самоубийствено чувство за саможертва. Доктор Флокс после казва, че шанса Рийд да се възстанови е 50/50, но също, че смята, че никой не би възразил, ако Рийд умре. Не е разкрито дали Рийд оцелява.